# Campeonato Europeu de Patinação Artística no Gelo de 1979
O Campeonato Europeu de Patinação Artística no Gelo de 1979 foi a septuagésima primeira edição do Campeonato Europeu de Patinação Artística no Gelo, um evento anual de patinação artística no gelo organizado pela União Internacional de Patinação (em inglês:  International Skating Union) onde os patinadores artísticos competem pelo título de campeão europeu. A competição foi disputada entre os dias 30 de janeiro e 4 de fevereiro, na cidade de Zagreb, Iugoslávia.

## Eventos
- Individual masculino
- Individual feminino
- Duplas
- Dança no gelo

## Medalhistas
| Evento                        | Ouro                                                    | Prata                                              | Bronze                                              |
| Individual masculino detalhes | Jan Hoffmann · Alemanha Oriental                        | Vladimir Kovalev · União Soviética                 | Robin Cousins · Reino Unido                         |
| Individual feminino detalhes  | Anett Pötzsch · Alemanha Oriental                       | Dagmar Lurz · Alemanha Ocidental                   | Denise Biellmann · Suíça                            |
| Duplas detalhes               | Marina Cherkasova · Sergei Shakhrai · União Soviética   | Irina Vorobieva · Igor Lisovski · União Soviética  | Sabine Baeß · Tassilo Thierbach · Alemanha Oriental |
| Dança no gelo detalhes        | Natalia Linichuk · Gennadi Karponosov · União Soviética | Irina Moiseeva · Andrei Minenkov · União Soviética | Krisztina Regőczy · András Sallay · Hungria         |

## Resultados

### Individual masculino
| Pos.              | Nome                     | Nacionalidade      |
| ----------------- | ------------------------ | ------------------ |
| Medalha de ouro   | Jan Hoffmann             | Alemanha Oriental  |
| Medalha de prata  | Vladimir Kovalev         | União Soviética    |
| Medalha de bronze | Robin Cousins            | Reino Unido        |
| 4                 | Jean-Christophe Simond   | França             |
| 5                 | Igor Bobrin              | União Soviética    |
| 6                 | Konstantin Kokora        | União Soviética    |
| 7                 | Hermann Schulz           | Alemanha Oriental  |
| 8                 | Mario Liebers            | Alemanha Oriental  |
| 9                 | Miroslav Soska           | Tchecoslováquia    |
| 10                | László Vajda             | Hungria            |
| 11                | Norbert Schramm          | Alemanha Ocidental |
| 12                | Thomas Nieder            | Alemanha Ocidental |
| 13                | Helmut Kristofics-Binder | Áustria            |
| 14                | Grzegorz Głowania        | Polônia            |
| 15                | Christopher Howarth      | Reino Unido        |
| 16                | Michel Lotz              | França             |
| 17                | Jozef Sabovčík           | Tchecoslováquia    |
| 18                | Thomas Öberg             | Suécia             |
| 19                | Matijaz Krusec           | Iugoslávia         |
| 20                | Antti Kontiola           | Finlândia          |

### Individual feminino
| Pos.              | Nome                     | Nacionalidade      |
| ----------------- | ------------------------ | ------------------ |
| Medalha de ouro   | Anett Pötzsch            | Alemanha Oriental  |
| Medalha de prata  | Dagmar Lurz              | Alemanha Ocidental |
| Medalha de bronze | Denise Biellmann         | Suíça              |
| 4                 | Kristiina Wegelius       | Finlândia          |
| 5                 | Carola Weißenberg        | Alemanha Oriental  |
| 6                 | Karin Riediger           | Alemanha Ocidental |
| 7                 | Sanda Dubravčić          | Iugoslávia         |
| 8                 | Susanna Driano           | Itália             |
| 9                 | Deborah Cottrill         | Reino Unido        |
| 10                | Kira Ivanova             | União Soviética    |
| 11                | Renata Baierova          | Tchecoslováquia    |
| 12                | Karena Richardson        | Reino Unido        |
| 13                | Susan Broman             | Finlândia          |
| 14                | Katarina Witt            | Alemanha Oriental  |
| 15                | Petra Ernert             | Alemanha Ocidental |
| 16                | Jeanne Chapman           | Noruega            |
| 17                | Natalia Strelkova        | União Soviética    |
| 18                | Sonja Stanek             | Áustria            |
| 19                | Anita Siegfried          | Suíça              |
| 20                | Astrid Jansen in de Wal  | Países Baixos      |
| 21                | Corine Wyrsch            | Suíça              |
| 22                | Anne-Sophie de Kristoffy | França             |
| 23                | Franca Bianconi          | Itália             |
| 24                | Christina Svensson       | Suécia             |
| 25                | Genevieve Schoumacker    | Bélgica            |
| 26                | Helena Chwila            | Polônia            |
| 27                | Heidi Bartelsen          | Dinamarca          |
| 28                | Margarita Dimitrova      | Bulgária           |
| 29                | Gloria Mas               | Espanha            |

### Duplas
| Pos.              | Nome                                 | Nacionalidade      |
| ----------------- | ------------------------------------ | ------------------ |
| Medalha de ouro   | Marina Cherkasova / Sergei Shakhrai  | União Soviética    |
| Medalha de prata  | Irina Vorobieva / Igor Lisovski      | União Soviética    |
| Medalha de bronze | Sabine Baeß / Tassilo Thierbach      | Alemanha Oriental  |
| 4                 | Marina Pestova / Stanislav Leonovich | União Soviética    |
| 5                 | Kerstin Stolfig / Veit Kempe         | Alemanha Oriental  |
| 6                 | Ingrid Spieglova / Alan Spiegel      | Tchecoslováquia    |
| 7                 | Kornelia Haufe / Kersten Bellmann    | Alemanha Oriental  |
| 8                 | Christina Riegel / Andreas Nischwitz | Alemanha Ocidental |
| 9                 | Maria Jeżak / Lech Matuszewski       | Polônia            |
| 10                | Christine Eicher / Paul Huber        | Suíça              |

### Dança no gelo
| Pos.              | Nome                                     | Nacionalidade      |
| ----------------- | ---------------------------------------- | ------------------ |
| Medalha de ouro   | Natalia Linichuk / Gennadi Karponosov    | União Soviética    |
| Medalha de prata  | Irina Moiseeva / Andrei Minenkov         | União Soviética    |
| Medalha de bronze | Krisztina Regőczy / András Sallay        | Hungria            |
| 4                 | Liliana Rehakova / Stanislav Drastich    | Tchecoslováquia    |
| 5                 | Natalia Karamysheva / Rostislav Sinitsin | União Soviética    |
| 6                 | Jayne Torvill / Christopher Dean         | Reino Unido        |
| 7                 | Susi Handschmann / Peter Handschmann     | Suíça              |
| 8                 | Isabella Rizzi / Luigi Freroni           | Itália             |
| 9                 | Henriette Fröschl / Christian Steiner    | Alemanha Ocidental |
| 10                | Anna Pisanska / Jiří Musil               | Tchecoslováquia    |
| 11                | Karen Barber / Nicholas Slater           | Reino Unido        |
| 12                | Halina Gordon / Jacek Tascher            | Polônia            |
| 13                | Martina Olivier / Yves Taryre            | França             |
| 14                | Jindra Hola / Karol Foltan               | Tchecoslováquia    |
| 15                | Regula Lattmann / Hanspeter Müller       | Suíça              |
| 16                | Gabriella Remport / Sándor Nagy          | Hungria            |
| 17                | Claudia Koch / Peter Schubl              | Áustria            |

## Quadro de medalhas
| Ordem | País               | Medalha de ouro | Medalha de prata | Medalha de bronze |    | Ordem por total |
| ----- | ------------------ | --------------- | ---------------- | ----------------- | -- | --------------- |
| 1     | União Soviética    | 2               | 3                |                   | 5  | 1               |
| 2     | Alemanha Oriental  | 2               |                  | 1                 | 3  | 2               |
| 3     | Alemanha Ocidental |                 | 1                |                   | 1  | 3               |
| 4     | Hungria            |                 |                  | 1                 | 1  | 3               |
| 4     | Reino Unido        |                 |                  | 1                 | 1  | 3               |
| 4     | Suíça              |                 |                  | 1                 | 1  | 3               |
| TOTAL | TOTAL              | 4               | 4                | 4                 | 12 | —               |